# Rob Ridder
Rob Ridder (3 de octubre de 1953) es un deportista neerlandés que compitió en bádminton, en la prueba de dobles mixto.
Ganó dos medallas de bronce en el Campeonato Europeo de Bádminton, en los años 1976 y 1978.

## Palmarés internacional
| Campeonato Europeo | Campeonato Europeo    | Campeonato Europeo | Campeonato Europeo |
| Año                | Lugar                 | Medalla            | Prueba             |
| ------------------ | --------------------- | ------------------ | ------------------ |
| 1976               | Dublín (Irlanda)      | Medalla de bronce  | Dobles mixto       |
| 1978               | Preston (Reino Unido) | Medalla de bronce  | Dobles mixto       |